# Georges Aeby (compositeur)
Pour les articles homonymes, voir Georges Aeby et Aeby.
Georges Aeby est un compositeur, chef d'orchestre et enseignant de musique suisse, né le 13 août 1902 à Fribourg et mort le 26 janvier 1953 dans la même ville.

## Biographie
La famille de Georges Aeby est originaire de Saint-Silvestre. Il est le fils de François-Auguste, tailleur et d'Elisabeth Gnoblauch. Georges Aeby passe son enfance à Fribourg. Il reçoit ses premières instructions musicales à l'Ecole Normale d'Hauterive auprès de Joseph Bovet (chant grégorien et polyphonie) et de Léo Kathriner (piano et orgue). Il suit également des cours de musique et d'orgue auprès de Paul Haas, organiste de la cathédrale Saint-Nicolas de Fribourg. Il étudie ensuite au Conservatoire de Berne auprès d'Ernst Graf. Il étudie encore la direction d'orchestre à Zurich auprès d'Hermann Scherchen, ainsi qu'à Bâle auprès de Felix Weingartner.
Georges Aeby est une figure culturelle importante dans sa ville natale de Fribourg. Il est notamment organiste et chef de chœur de la paroisse Saint-Maurice de 1934 à 1946 et chef d'orchestre de la Landwehr de Fribourg de 1934 à 1953. Ses archives sont conservées à la Bibliothèque cantonale et universitaire de Fribourg. 

## Œuvres
Les plus de 600 œuvres de Georges Aeby comprennent notamment des messes, des œuvres pour chœur et pour orchestre à vent. La Bibliothèque cantonale et universitaire de Fribourg a publié un catalogue de ses œuvres.